# AFI alla migliore sceneggiatura
L'AFI alla migliore sceneggiatura (AFI Award for Best Screenplay) è stato un premio cinematografico assegnato agli autori della sceneggiatura di un film di produzione australiana votata come migliore dall'Australian Film Institute.
Assegnato per la prima volta nel 1975 come premio speciale e a partire dall'anno seguente come premio competitivo, è stato assegnato saltuariamente nelle edizioni del 1975-1977, 1980-1982, 1990-1992 e 2007, venendo altrimenti sostituito dai premi dedicati alla miglior sceneggiatura originale e non originale.

## Vincitori e candidati

### Anni 1970
- 1975
  - David Williamson - La moglie del professore (Petersen)
- 1976
  - Fred Schepisi - Il cortile del diavolo (The Devil's Playground)
  - John Duigan - The Trespassers
  - Cliff Green - Picnic ad Hanging Rock (Picnic at Hanging Rock)
  - Joan Long - Caddie
- 1977
  - David Williamson - Don's Party
  - Sonia Borg - Il ragazzo della tempesta (Storm Boy)
  - Michael Craig - Il quarto desiderio (The Fourth Wish)
  - Joan Long - The Picture Show Man

### Anni 1980
- 1980
  - Jonathan Hardy, David Stevens e Bruce Beresford - Esecuzione di un eroe (Breaker Morant)
  - Hilton Bonner e Don McLennan - Hard Knocks
  - Anne Brooksbank e Bob Ellis - ...Maybe This Time
  - Bob Jewson - Stir
- 1981
  - David Williamson - Gli anni spezzati (Gallipoli)
  - John Duigan - Winter of Our Dreams
  - Ken Quinnell - Hoodwink
  - David Williamson - The Club
- 1982
  - Bob Ellis e Denny Lawrence - Goodbye Paradise
  - John Clarke e Paul Cox - Cuori solitari (Lonely Hearts)
  - Jan Sardi - Un passo avanti (Moving Out)
  - Peter Schreck - We of the Never Never

### Anni 1990
- 1990
  - David Parker - Cuccata per il week-end (The Big Steal)
  - Paul Cox e Barry Dickins - Golden Braid
  - Trevor Farrant - Struck by Lightning
  - Denis Whitburn e Brian A. Williams - Giuramento di sangue (Blood Oath)
- 1991
  - Jocelyn Moorhouse - Istantanee (Proof)
  - Paul Cox e Barry Dickins - Racconto di donna (A Woman's Tale)
  - Max Dann e Andrew Knight - Spotswood
  - Boyd Oxlade e John Ruane - Death in Brunswick
- 1992
  - Baz Luhrmann e Craig Pearce - Ballroom - Gara di ballo (Strictly Ballroom)
  - Brian Moore - Manto nero (Black Robe)
  - David Caesar - Greenkeeping
  - Helen Garner - Ultimi giorni da noi (The Last Days of Chez Nous)

### Anni 2000
- 2007
  - Tony Ayres - The Home Song Stories
  - Helen Barnes e Michael James Rowland - Lucky Miles
  - Nick Drake - Meno male che c'è papà - My Father (Romulus, My Father)
  - Matthew Saville - Noise
  - Keith Thompson - Il matrimonio è un affare di famiglia (Clubland)